# Palpita costata
Palpita costata là một loài bướm đêm trong họ Crambidae.